# Chimalma

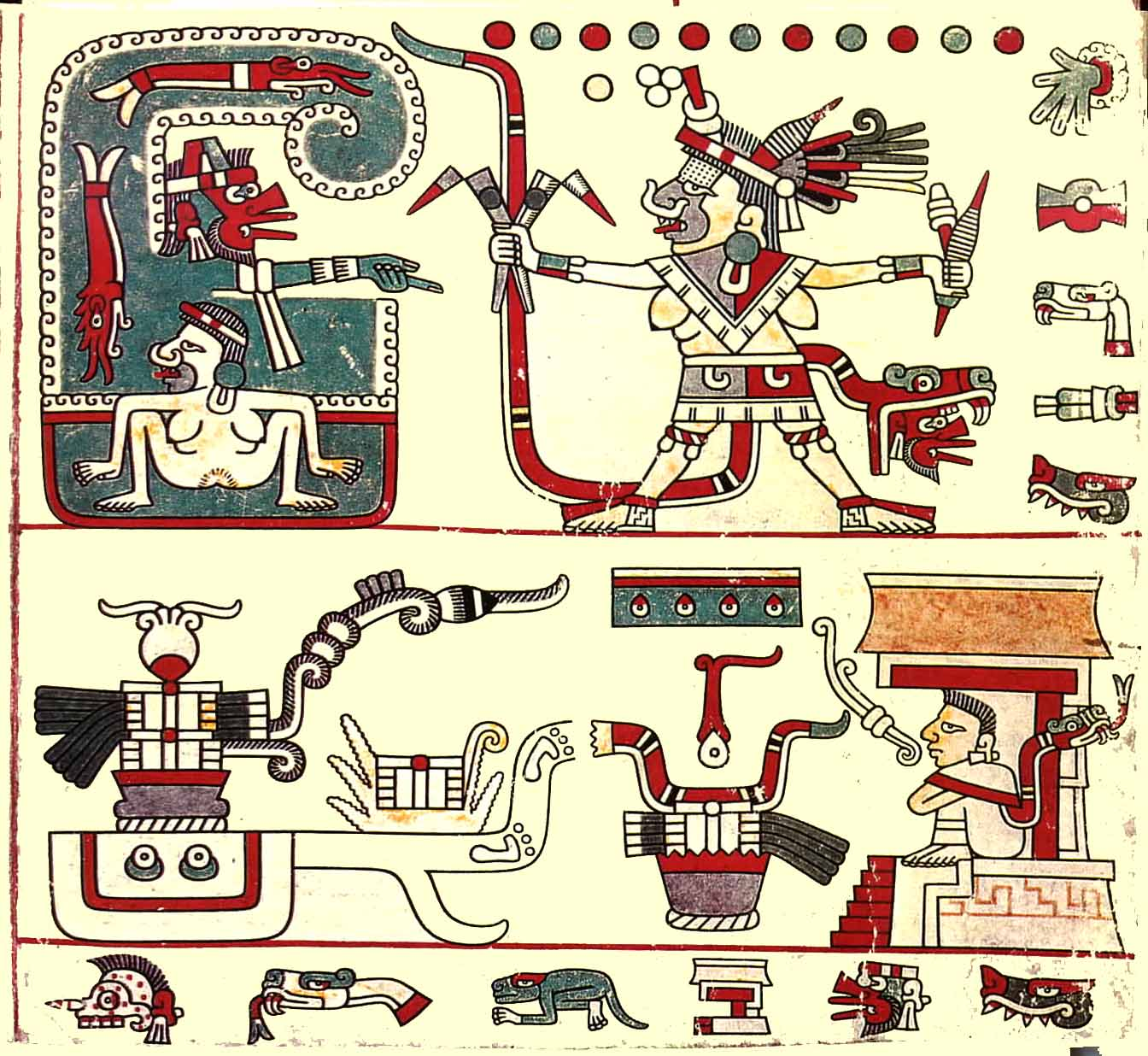
Chimalma al superior, Códice Laud.

Chimalma o Chimalman (del náhuatl: Chimalman ‘la que permanece sentada como escudo’‘chimalli, escudo; mani, estar sentado’) en la mitología mexica es la diosa de la fertilidad, patrona de la vida y de la muerte, guía del renacimiento. Sus hermanas son Coatlicue y Xochitlicue.
Chimalma es la madre de Quetzalcóatl, por lo que el nacimiento de Quetzalcóatl, llamado también Ce Ácatl Topiltzin Quetzalcóatl, es bastante diferente al de Huitzilopochtli. Quetzalcóatl es uno de los dioses más venerados de los ancestros hasta ahora, porque a él se le debe la vida y la cultura. Fue el Dios que encontró el maíz y lo dio a la humanidad. Según el mito los toltecas tenían un gran jefe llamado Mixcóatl. Era un guerrero con mucho poder, muchos guerreros le seguían para sus conquistas.
Después de fundar una ciudad y asegurar su posición en ese lugar, comenzó a conquistar los pueblos vecinos. En una de sus conquistas, se apareció una hermosa mujer guerrera que no era de su cultura tolteca. Ella se llamaba Chimalma. Cuando ella lo vio, dice la historia que puso su escudo en el suelo, así como su arco y flechas y se paró enfrente de él desnuda, sin su escudo. Mixcóatl se quedó turbado frente a ella y su desnudez, y como no sabía qué hacer empezó a lanzarle sus flechas para matarla. Pero ella las esquivó; la primera la lanzó arriba y ella movió la cabeza, la segunda le pasó por un lado y ella se inclinó hacia el otro, la tercera flecha ella la cogió fácilmente con su mano, la cuarta flecha le pasó por entre las piernas.
Mixcóatl, el gran guerrero tolteca se sorprendió, y sin saber qué hacer comenzó a buscar más flechas para atacarla de nuevo. Mientras tanto, Chimalma aprovechó para huir y refugiarse en una cueva. Más tarde Mixcóatl fue en busca de Chimalma porque quería verla otra vez. Cuenta la historia que como no la encontró empezó a maltratar a las mujeres de Cuernavaca. Las mujeres entre sí protestaron y se fueron a buscar a Chimalma. Cuando la encontraron le dijeron que Mixcoatl la estaba buscando, que tenía que salir a su encuentro porque por no encontrarla maltrataba a las mujeres. Entonces Chimalma salió de su escondite para buscar a Mixcóatl. Cuando lo halló, hizo lo mismo que la primera vez, se quitó sus armas y el escudo, los puso en el suelo y se quedó de pie frente a él, desnuda. Mixcóatl también hizo lo mismo que la primera vez, la atacó con sus flechas y falló en todas las ocasiones. Entonces, viendo que no se podían matar entre sí, se unieron y concibieron a Quetzalcóatl.
Por último, otro mito da el carácter a Chimalma de madre de Quetzalcóatl pero sin obra del varón, pues se dice que andando barriendo Chimalma, halló una piedra verde de esmeralda que se la trago, de lo que resultó en cinta y tuviese por hijo a Quetzalcóatl.